# 佐々木瑛
佐々木 瑛（ささき ひかる、1987年5月2日 - ）は、日本の男子バスケットボール選手である。ポジションはガード。186cm、75kg。宮城県出身。サイバーダイン茨城ロボッツ所属。

## 来歴
東北学院中・高校では、高校2年でジュニア日本代表に選出されアジアジュニア選手権に出場。
その後、筑波大学を経て、茨城の谷田部クラブに所属。
2011年、bjリーグドラフト会議にて全体10位で京都ハンナリーズに指名されるも、デイトリック茨城と契約。
2013年　NBL　つくばロボッツと契約

2014年  NBDL  パスラボ山形ワイヴァンズと契約
2017年 B.LEAGUE サイバーダイン茨城ロボッツと契約
3Pシュートを得意とする。

## 経歴
- 東北学院高校 - 筑波大学 - デイトリックつくば（2012年～） - つくばロボッツ（2013年～） - パスラボ山形ワイヴァンズ（2014年～） -  株式会社いばらきスポーツタウンマネジメント（2018年～） -  金沢工業大学 基礎教育部 修学基礎教育課程 助教授（2019年～）

## 日本代表歴
- 2004年アジアジュニア選手権